# DJ Patife
DJ Patife, nome artístico de Wagner Ribeiro de Souza (São Paulo, 15 de setembro de 1976) é um DJ brasileiro de drum'n'bass, atualmente radicado em Brasília.

## Carreira
Em 1995 começou a trabalhar como DJ residente na casa noturna Arena Music Hall, na zona sul de São Paulo.[carece de fontes?]
Em 1999 começou a apresentar o programa Bassline na rádio Energia 97.

## Discografia
- DJ Patife Presents Sounds Of Drum'n'bass (Trama, 2000) (coletânea mixada)
- Cool Steps - Drum'n'bass Grooves (Trama, 2001) (coletânea mixada)
- Na Estrada (Trama, 2006)

## Prêmios
| Prêmio                      | Categoria                              | Resultado | Vencedor                               |
| --------------------------- | -------------------------------------- | --------- | -------------------------------------- |
| MTV Video Music Brasil 2003 | Melhor Videoclipe de Música Eletrônica | Venceu    | DJ Patife e Fernanda Porto — Sambassim |